# منبه قلبي
المنبه القلبي هو المادة أو الدواء الذي يعمل حافزا (أو منشطا) للقلب - على سبيل المثال، عن طريق اتخاذ إجراءات إيجابية أو محفزة chronotropic أو inotropic.
ومن الأمثلة على العقاقير المنشطة للقلب الكوكايين والميثامفيتامين.